# San Isidro del Palmar, Guanajuato
San Isidro del Palmar är en ort i Mexiko.   Den ligger i kommunen Celaya och delstaten Guanajuato, i den centrala delen av landet, 200 km nordväst om huvudstaden Mexico City. San Isidro del Palmar ligger 1 796 meter över havet och antalet invånare är 105.
Terrängen runt San Isidro del Palmar är huvudsakligen kuperad, men åt sydväst är den platt. Runt San Isidro del Palmar är det ganska tätbefolkat, med 104 invånare per kvadratkilometer. Närmaste större samhälle är Celaya, 15,9 km norr om San Isidro del Palmar. I omgivningarna runt San Isidro del Palmar växer huvudsakligen savannskog.